# دانيال ماركيز
دانيال ماركيز (بالإسبانية: Daniel Omar Márquez)‏ (18 يناير 1987 بغوادالاخارا في المكسيك - ) هو لاعب كرة قدم مكسيكي في مركز الهجوم. لعب مع أتلانتي إف سي ونادي أمريكا ونادي تيخوانا ونادي نيكاكسا.

## وصلات خارجية
- دانيال ماركيز على موقع قاعدة بيانات كرة القدم.إي يو (الإنجليزية)
- دانيال ماركيز على موقع Soccerway.com (الإنجليزية)